# 茂野吾郎
茂野 吾郎（しげの ごろう）は、満田拓也の漫画作品『MAJOR』の主人公。続編の『2nd』では息子の大吾が主人公のため、父親として引き続き登場する。出生名は本田 吾郎（ほんだ ごろう）であったが、後述する茂野英毅と養子縁組を結び、茂野姓となる。
アニメでの声優はくまいもとこ（～小学生）、森久保祥太郎（中学生～）。サンデーCM劇場での声優は大谷育江。

## プロフィール
- 握力：右70kg / 左90kg
- 投打：右投右打（幼稚園～小学生）→左投右打（中学生～メジャー）→右投右打（日本プロ野球～）
- ポジション：投手→外野手（左翼手）
  - 捕手（商店街チーム対戦時、戸塚西リトル対戦時）・一塁手（博多リトル時、三船高校対戦時）・中翼手（リトル準決勝英京戦）・右翼手（夢島での練習時）・左翼手(横浜マリンスターズ、アニメ版ではブルーオーシャンズ)
- 背番号
  - 1 - 三船リトル、三船東中学校、聖秀学院高校（原作のみ）
原作では、聖秀学院高校時代は同じ大会で背番号が変わっているが、実際の高校野球の規定では、大会の期間中は背番号を変更することはできない。これを考慮し、アニメ版では大会を通して背番号が10で固定されている。
  - 3 - 博多リトル
映画版のみ。当時は右投げだったが、三船リトル時代に横浜リトルとの一戦で右肩を痛めたことにより、博多リトル時代は一塁手となっていた[2]。
  - 10 - 聖秀学院高校
大会序盤は怪我の影響でエースを外れ、背番号を10としていた。
  - 56 - アナハイム・サーモンズ、クーガーズ、メンフィス・バッツ、インディアナ・ホーネッツ、横浜マリンスターズ(ブルーオーシャンズ)
この他にも、幼少期に頻繁に着ていた横浜マリンスターズのユニフォームの背番号が56であった。また、背番号ではないが、海堂学園高校のセレクションで着用した番号も56である。
  - 25 - W杯日本代表(代替招集)

## 人物
家族・親族
実父はプロ野球選手であった本田茂治、実母は本田千秋である。しかし、両親とも吾郎が幼い頃に他界しており、彼が通っていた幼稚園の先生（父親がプロ野球選手の父子家庭で幼稚園に通園することは現実的には不可能なので、アニメ版では保育園の保育士）であり、茂治の婚約者であった星野桃子に引き取られた。その後、茂治のチームメイトであった茂野英毅と桃子が結婚し、吾郎自身もまた「茂野」姓となる。後に義弟の真吾、義妹の千春が誕生。
妻は幼馴染である薫（旧姓：清水）。長女のいずみ、長男の大吾を授かっている。

知性・学業
『リトルリーグ編』の頃から学業全般が大の不得意。その反面、勝負事における駆け引き・閃きに長ける。
記憶力が非常に悪く、過去に会った相手の顔も忘れることが多々ある。新聞などもあまり読まないため、一般常識に欠けている部分も見られる。
マイナー時代、通訳なしでアメリカに1年いたため、英語で会話することが出来るようになったが、書かれた英語を読むことは出来ない。
機械類に疎く、インターネットの使い方も知らないため、幼い真吾に教えてもらったほどである。

性格
目標に向かって情熱的に突き進んでいく努力家。情熱や熱意で周囲の人間に良くも悪くも影響を与える。 体調管理の面では負けず嫌い故に故障しながらも投球を続けるため、その反動から故障も大きなものとなり長期離脱を余儀なくされるということが度々ある。
チームメイトに対する思いやりや責任感は強く根は優しいが、滅多に敬語を使わないため口の悪さ(後述通り二人称は「お前」及び「あんた」呼ばわりで「さん」付けで呼ぶのはW杯日本代表の先輩選手や桂木、日下部などの球団関係者のみ)が災いすることが多い。カッとなりやすい性格のため、小学生の頃からマイナーリーグ編まで暴力などで問題になることもあったが、周囲からの諫言や自らの失敗 を受けて次第に制御できるようになった。
自信過剰な一面を持っていてそれ相応の実力もあるが、リトルリーグ入団までは野球友達がおらず一人で練習を続けてきたことやチーム内で自身の実力が抜きん出ていたことなどが重なり、自分の実力を過信して独りよがりなプレーが目立つ描写が散見され、その度に手痛い洗礼を受けている。海堂の入学者FILEには「協調性問題あり」と明記されていた。
自分にも他人にも厳しく、根性がないものに対してはそっけない態度を取ったり、発破をかけることもあるが、自ら立ち上がろうとする者や改心した者は認め、親身になって協力するなど敬意を持って接する。
「理解していても、自分には後先のことを考えられるだけの思考はない」「目の前のことに全力になれないようでは、先があっても同じことに過ぎない」と述べ、目の前にある目標の達成のために、今後のことを犠牲にしてでも全力を注ぐ。その思考ゆえに、避けられた可能性もあった故障や不運もあったが（後述）、薫曰く「いつも後悔しない生き方を選んでいる」「後先考えて戦っているのを見たことがない」とのこと。
年長者による高圧的な態度を嫌い、当初は横浜リトルの樫本や海堂三軍の乾に対しても、不快な第一印象を抱いていた。自己主張も非常に強く、納得のいかないことがあると上の立場の人間でも遠慮なく食ってかかる面もあり、それが上層部に目をつけられることが多い。
父親から肉体づくりの大切さを諭されたが、実際の食生活はレトルトばかりで、カルシウムや煮干しを食べれば大丈夫と高をくくっていた。
「強いチームへ行くと、その強い奴らと戦えない」と語るなど自ら望んで逆境に身を置こうとすることが多く、試合でも対戦相手が強ければ強いほど、ピンチになればなるほど本領を発揮する。

恋愛
異性に対しては優しく気が利き、整った容姿も相まって比較的モテる。ただし何気なく発言したことで桃子や後に妻となる清水薫、アリスなどを怒らせたり、彼女達のように気の強い女性に押し切られるとタジタジになってしまう場面も多々見受けられる。
初恋の相手である川瀬涼子に対しては、当初こそ奥手な態度を取っていたが、彼女が不意に発した一言で気持ちが冷めてしまう。それ以降、年並みに異性へ興味を示すことはあっても、野球一筋の硬派なスタンスを取り続けた。
薫と交際関係になってからは彼女を不器用ながらも大切にしており、ソフィアとの関係を誤解され慌てて薫を追いかけた際には「俺はお前以外の女を好きになる程、向こうで暇じゃない！」と断言したり、デートを尾行していたソフィアが「プロ野球選手の妻になる覚悟はあるのか？」と問いかけた際、薫に対する配慮が皆無だったことを叱っていた。

学生時代の戦績
春夏を通じて一度も甲子園に出場していない。
高校での公式戦出場は3年夏の県予選の5試合のみで、県大会ベスト8止まりである。理由としては、名門・横浜リトルの誘いを断って、解散寸前だった三船ドルフィンズに残留したことに始まり、甲子園優勝常連の海堂高校を退学して野球部のない聖秀学院高校に編入するなど、「弱小」に身を置くことが多いためといえる。
プロ・アマを通じ、所属した名門チームは博多南リトルと海堂高校、アナハイム・サーモンズの3球団のみ。さらにいずれも短期間の在籍に留まっている。
このような傾向から、投打両面において高い実力を持つ選手である割にはアマチュアでの球歴が乏しい。中学・高校時代の公式戦出場回数がそれぞれ一桁にとどまり、いずれも弱小校であるなど球歴は皆無であったことからやや軽んじられる傾向にあったが、中学時代には名門・海堂高校のセレクションに合格、高校卒業前にもプロ野球ドラフト会議においても直前まで複数球団が指名候補に名を挙げるなど、その能力・実力を高く評価される描写も多々ある。

## プレースタイル
天賦の才を持ち、努力も怠らない「エースで4番」タイプの選手。

### 投手
特色
オーバースローから最速103mphの速球を投じる本格派左腕。メジャー第5シリーズワールドカップ編から、フォークボールを使うようになった。
闘志を前面に押し出した投球スタイルが持ち味（薬師寺曰く「実力に波があるタイプ」）。一方、相手の巧みな策略に嵌ると瞬く間に冷静さを失い、ワンマンプレーや暴走に陥りやすい傾向にある。
野球漫画の主人公エースでは珍しく牽制やクイックを苦手としている。作中ではたびたび盗塁を許すなど、器用さに欠けた面が描かれている。
『2nd』では再び右で投球することが出来るようになっており、120km（アニータの推定）は出る程の速球を投げられて抜群の制球力も健在であるため並の中学生レベルなら容易に抑えられる。
起用法
アマチュア時代（『リトルリーグ編』〜『聖秀編』）は一貫して先発を務め、『メジャー編（序盤〜中盤）』でも先発ローテの一角を担っている。
『マイナー編』でクローザーに抜擢されて以降、『W杯編』『メジャー編（終盤）』ではクローザーとして起用される機会が増えている。
スタミナ
『リトルリーグ編』の頃から常人離れした体力を持ち、延長戦による多投や連投を幾度も切り抜けてきた。
『聖秀編』では右足に故障を抱えながら200球近くを投じ、さらに『W杯編』では延長15回で自己最速を記録するなど、離れ業をやってのけている。
制球力
右腕時代は非常に高い制球力を誇っていたが、左腕転向直後は与四死球の描写も散見されるようになる。『マイナー編』での長期にわたる猛特訓を経て、右腕時代と遜色のないレベルにまで達していく。
球種
※下記は使用した順
ストレート / ファストボール
左腕転向後、吾郎にとって唯一無二のウィニングショット。
ジャイロ回転 による切れ味・球威は凄まじく、真芯でとらえたバットを何本も粉砕している。モチベーションが乗りやすい体質ゆえに、好調時はジャストミートされても本塁打になることは少なく、本人も「俺からホームランを打った奴は、数えるほどしかいねぇよ」と豪語している。
抜け球
『聖秀編』にて、右足の故障で一時的に生じていた失投。
些細な疲労や身体バランスの崩れが原因となり、シュート回転の棒球となってストライクゾーンの外側に抜けていく性質を持つ。
海堂戦では、自チームの打線でも真っ向勝負は厳しいと判断した寿也の指示で、事前に自分と同じく上位打線である草野と薬師寺にこのことを知らせた。なお、全員に知らせなかったのは、聖秀戦があくまで甲子園に出行くための通過点にすぎす、さらに悪球打ちはフォームを崩す要因となるため海堂ナインの中でも特に対応力の高い選手にのみ知らせるべきと判断したとのこと。
カーブ
『幼稚園編』にて、安藤から教わった人生初の変化球。
初投球時もわずかながら変化していた。しかし、その後は高校時代まで一度も使用することはなく、『マイナー編』のクーガーズ時代にようやく使用したものの、実戦で使うにはほど遠いレベルにあった。その後はサンチェスの助言もあり、バッツに移籍してからは使用しなくなった。
チェンジアップ
『リトルリーグ編』にて、一時的なイップスに陥った際、偶発的に生まれた副産物。
横浜リトルとの初戦後、安藤の勧めで夏の合宿から練習を繰り返し、後に本格的に会得した。通常のチェンジアップと違い、打者のタイミングを外すだけにとどまらず、空振りすら狙えるほど精度が高い（樫本曰く「パームボールに近い軌道を描く」）。
なお、右腕時代に使用したのは横浜リトル戦のみで、『映画版』の博多南リトルでは使用する描写がなく、その後左投げに転向してからは『聖秀編』まで使用することはなかった。
『マイナーリーグ編』のクーガーズ時代にようやく使用したものの、実戦で使うにはほど遠いレベルにあった。その後、『W杯編』でも一時練習をしていたが、やはり会得には至らなかった。
スライダー
『聖秀編』にて、練習の一環でエメリーボールを用いて投げた球種。
その後『マイナー編』のクーガーズ時代にも使用したが、ギブソンJr.曰く「まがいものの変化球」で、実戦で使用するにはほど遠いレベルにあった。後にサンチェスの助言もあり、バッツに移籍してからは使用しなくなった。
フォークボール
『聖秀編』にて、上記の"抜け球対策"として使用した「通常のフォーク」。
実戦で使用するほどのキレ・落差はなかったが（寿也曰く「低レベルな変化球」）、海堂打線の"抜け球"狙いの逆手に取り、薬師寺から三振を奪うことに成功する。しかし、続く寿也にはまるで通用せず、田代の叱責もあって同試合では使用しなくなった。
ジャイロフォーク
『W杯編』にて、野呂(アニメ版では勝呂）から伝授された「ごく一部のMLB投手が使用するフォーク」。
握り方は「通常のフォーク」と同様だが、回転をより抑えているため落差が大きく、さらに落ち始めるポイントも相当ベース寄りという球質を持つ。
当初は制球力や落ち始めるポイントに難があり、実戦では使いものにならなかった。しかし、その後も修正や改良を加え続けたことで、後にシルヴァクラスの強打者ですら空振りする一級品の変化球と化した。これにより、積年の問題だった変化球は解消し、投球の幅も広がった。
その反面、身体にかかる負担も大きく、会得してから1年もしないうちに血行障害を患う、という憂き目に遭っている。
カットボール
『メジャー編』にて、イップスの時期に練習していた新球種。
キーン曰く「ただのホームランボール」とのことで、変化のキレや精度は低く、実戦で使えるレベルになかった。結局、その後は一度も使用する描写がなく、前述のカーブやスライダー、チェンジアップと同様に封印した模様。
その他
マイナー時代、ツーシームなどの変化球をいくつも試みたが、いずれも会得できなかったと言及している。

### 野手
走攻守の三拍子そろった5ツールプレイヤー。本人は理想のプレーヤー像として「打って守って走れ、三振も取れるプロ野球選手」と語っている。
打撃
父親譲りの打撃センスに加え、生来の勝負強さを持ち併つクラッチヒッター。
アマチュア時代は多くの試合で決勝打を決めている。『リトルリーグ編』ではほぼ全試合で本塁打を放ち、久喜リトル戦で片手打ちによる柵越えを決めるなど、圧倒的な打撃力を見せていた。『中学編』以降では打ち損じや空振りする描写が増え、以前ほど突出した打撃力は見せなくなったものの、打撃力は健在であった。ホームランや決勝弾、重要な場面での打撃も多く、高い実力が見受けられる。
渡米中、打者として10年以上もの実戦経験のブランクがあった中、日本球界復帰時の公式戦でスタメン出場している。
走塁
作中で「足の速さ」について直接言及された描写は一切ない。
それでも意表を突いて三盗を決めたり、内野フライでタッチアップしホームインするなど、走塁技術は高いと見られる。
守備
持ち前の反射神経と強肩を活かし、本職の野手顔負けの守備範囲を誇る。
しかし、『日本プロ野球編』では度重なる故障や加齢から来る衰え等により、相手チームの監督から「肩が弱い」と指摘されるなど、全盛期からは程遠い状態まで劣化している。

## 記録

### 投手
- ノーヒットノーラン、2回
  1. 中学3年生時、県大会2回戦（青武館戦）

  - 1四球のみ。

  1. 高校3年生時、県大会3回戦（横浜商蔭戦、アニメ版では川上実業戦）
- 完封、2回
  1. 中学3年生時、県大会決勝（三船西中戦）

  - 被安打2のみ

  1. MLB1年目、公式戦（ミネソタ・コヨーテス戦）[23]

  - 被安打3のみ
- 連続記録
  1. リトルリーグ秋季大会、9者連続奪三振（本牧リトル戦）
  2. 高校野球夏季大会、18回1/3連続無失点（陽花学園戦〜久里山高校戦）

  - 三船戦までは救援登板

  1. 第1回W杯、8者連続奪三振（アメリカ合衆国戦）
  2. MLB初登板後、11イニング連続無安打（シアトル・シーガルズ戦〜ホワイト・ホークス戦）
  3. MLB1試合、9者連続奪三振（ミネソタ・コヨーテス戦）

  - MLB史上、歴代第2位の記録

### 打者
- 満塁本塁打、4本
  1. 小学4年生時、県大会1回戦（本牧リトル戦）
  2. 小学5年生時、県大会1回戦（相手チーム不明）

  - 映画版で描写されている。

  1. 中学3年生時、県大会3回戦（友ノ浦中学戦）
  2. MLB1年目、交流戦（シカゴ・バイソンズ戦）
- ランニング本塁打、2本
  1. 小学4年生時、県大会3回戦（横浜リトル戦）[24]
  2. 高校2年生時、練習試合（帝仁高校戦）

  - アニメ版では、ランニング本塁打ではなく柵越えの本塁打とされている。
- 1試合2本塁打、2回
  1. 中学3年生時、県大会3回戦（友ノ浦中学戦）
  2. 高校2年生時、練習試合（帝仁高校戦）

## 実績
- リトルリーグ
  1. 小学4年生時、県大会ベスト4
  2. 小学5年生時、県大会優勝
- 中学軟式野球
  1. 中学3年生時、地区大会優勝
- 高校野球
  1. 高校3年生時、県大会ベスト8
- AAA
  1. 渡米1年目、チャンピオンシップ制覇
- MLB
  1. 渡米2年目、ア・リーグ（アニメ版ではノーザン・リーグ）中地区優勝
  2. 渡米9年目、ワールドシリーズ制覇

## タイトル・表彰
MLB
- 最多勝
  - 渡米3年目～6年目の間に2回
- 最優秀防御率
  - 渡米3年目～6年目の間に3回
- サイ・ヤング賞
  - 渡米3年目～6年目の間に2回
- 最優秀救援投手
  - 渡米8年目
  - 渡米9年目

## 故障
野球漫画の往々にして宿命だが、吾郎に関しては選手生命を顧みないプレーをはじめ、怪我を押した強行出場が特徴。
- イップス

デッドボール恐怖症
時期：リトルリーグ編
バント処理時、送球が誤って打者のヘルメッドに当たったことで発症。その際、父・茂治が死球を受けて死亡するトラウマが想起し、「打者のインコースに投げられない」という事態に陥った。
横浜リトルのアフターケアもあり、わずか2日で克服した。
燃え尽き症候群
時期：メジャーリーグ編
当初は「ギブソンjr.に浴びたサヨナラ弾」が原因と思われていたが、後にオリバーから「夢であったギブソンとの投げ合い」が原因と指摘される。その後、オールスター明けの第1戦で「新たなモチベーション」を見出し、ようやく克服できた。
- 右肩の故障

時期：リトルリーグ編
多投による故障。横浜リトル戦において、疲労困憊の状態にありながら延長を投げ続けたことで発症。福岡への転校後、故障を押して投球を重ねたことによってついに投球不可能となる。左投げに転向するきっかけとなった故障である。
原作では小学6年生時だったが、映画版では小学5年生時に変更されている。
- 右足首の靭帯損傷

時期：聖秀学院編
相手チームの選手による故障。
海堂2軍との練習試合中、江頭の指示を受けた蒲田に負わさられ、残りの高校野球人生を狂わせられた。夏の大会中、痛み止めを使うという強硬手段が祟り、完治するまで約半年近くかかった。
- 左手甲の打撲

時期：マイナーリーグ編
危険球による故障。完治するまで数日間、故障者リスト入りをする羽目になった。
- 左肘の血行障害

時期：メジャーリーグ編
ジャイロフォーク会得による故障。2度の発症を起こし、2度目の発症以降は投球数が少ないクローザーへの転向を余儀なくされる。
- 左肩の故障

時期：メジャーリーグ編
詳しい内容は割愛されているが、この故障により投手として再起不能となり、父・茂治と同じように野手転向を決意することとなる。
- 脳挫傷

時期：メジャーリーグ編
投手強襲による故障。
翌日のワールドシリーズ最終戦にて、後遺症と思われるめまいを起こしていたが、その後の検査で「命に別状なし」と判断される。

## 所属チーム
先述の『故障』と並んで特筆すべき要素。
- 三船リトル / 三船ドルフィンズ

『幼稚園編』では強豪チームであったが、近年の野球離れが影響し吾郎の入団時にはメンバーすら揃っていなかったが、後に薫、小森、沢村など吾郎に動かされた同級生達の入団もあって実力・意識ともに向上していく。
- 博多リトル（原作） / 博多南リトル（外伝・劇場版） / 福岡リトル（アニメ版）

吾郎が経験した最初の名門チーム。吾郎の活躍により全国大会へも出場した（吾郎は故障により不出場）。
- 三船東中学校・軟式野球部

以前はまともな部活動だったが、肘の故障により退部した山根の妨害行為により、いつしか廃部寸前にまで追い込まれていた。しかし福岡から戻ってきた吾郎の叱咤を受けた小森と大林、そして右肩を壊した吾郎が立ち直る経緯を知り野球に復帰する覚悟を決めた山根の奮闘で活動を再開した。
- 海堂学園高校

全国的に名の知れた甲子園常連の強豪校。吾郎は海堂を倒したいがために1年半で自主退学。一方で吾郎を最も成長させたチームでもあった。
- 聖秀学院高校

吾郎自身が作り上げたチーム。部員のほとんどが野球に関して無関心な素人であり、人数もギリギリの状態であったが、吾郎の熱意に動かされて海堂学園をはじめとした強豪校と渡り合えるまでに成長する。
- アナハイム・サーモンズ（MLB） / クーガース（AAA）

ア・リーグ（アニメ版では『ノーザン・リーグ』）西地区にある球団。吾郎の入団以前から低迷が続いていた元常勝チーム。3
- インディアナ・ホーネッツ（MLB） / メンフィス・バッツ（AAA）

ア・リーグ（アニメ版では『ノーザン・リーグ』）中地区にある球団。全くの弱小とまではいかないものの、毎年あと一歩で勝ちきれないという状況が続いていた。バッツ時代からのチームメンバーはベテランのサンダースと吾郎を除いては勝利意識が低かったが、後に2人に影響されてチーム全体の意識が変化し、アニメ版第4シーズン(マイナーリーグ編)、第6シーズン(メジャーリーグ編)と2年連続で3A初の地区リーグ2連覇を達成した。
- 横浜マリンスターズ（原作） / 横浜ブルーオーシャンズ（アニメ版）

万年Bクラスの弱小球団。実父の茂治、養父の英毅が所属していた。『幼稚園編』から一貫して低迷する様が描かれている。『セカンド』ではクライマックスシリーズを狙えるまでのチームに成長している。本拠地は横浜スタジアム（アニメ版は横浜オーシャンスタジアム）で、三船リトル時代の横浜リトル戦、聖秀高時代の海堂学園戦（県大会準々決勝）の舞台ともなった。
- 高知ファイティングドッグス

中南米ウィンターリーグを退団後に四国の独立リーグで選手兼任コーチとして所属。作中では明確なチーム名は描かれなかったが、実在するチームである高知ファイティングドッグスがMAJOR2ndとコラボしたことで、正式に所属選手として扱われることとなった。

## 経歴

### MAJOR
幼稚園編（アニメでは保育園編）
プロ野球選手の父・本田茂治に憧れ、吾郎は幼少時からボールを握って育ち、5歳にして球速は90km/hを計測。三船リトルの監督である安藤を驚嘆させる。ところが、憧れの父は試合中にジョー・ギブソンの投球を頭部に受け、その後倒れた際に頭を地面のバットに打ちつけたことが原因で死亡してしまう。すでに母・千秋も他界しており、両親のいない身となった吾郎だったが、茂治の婚約者で吾郎の幼稚園の先生（アニメでは保育園の保育士）・星野桃子に引き取られて育つ。
小学校編
小学4年生の描写から始まった。仲の良かった友人とクラスが一緒にならず、沢村と小森と薫と同じクラスになる。そこで小森が沢村らの一部男子に苛められるのを目撃する。小森が沢村らにやりたくない学級委員を推薦されるが薫が立候補するがこれを「もの好きだね」と弄ったことで「苛めを見て見ぬふりをするよりマシ」と激怒され、ひと悶着するうちに担任から学級委員の副委員長を命じられる。その後薫から「ダサいスポーツ」と野球を馬鹿にする発言をされ、これに激怒したが直後に謝罪されると「野球をやりたい」と言われ薫と共にこのまま三船リトル入団するかに思えた。野球道具購入を考え薫と共に三船リトル監督の安藤の店を訪れると小森が沢村らに万引きさせられた場面を目撃。小森を咎めた安藤を万引きは勘違いで誤解であることを指摘し、小森をひとまず救出し退店させる。薫から小森も誘うよう促されるが小森を見下す発言をしたことで薫から失望され一時は絶交状態となる。
しかし、翌日小森を庇った薫が沢村に怪我を負わされる場面を目撃。その際に考えを改め小森を野球に誘い、薫からも見直され和解した。一方で沢村による小森への苛めがなくならならず、体育の授業中に吾郎のグローブを沢村が勝手に持ち出し焼却炉へ捨てようとした（アニメ版では近くを流れる川へ捨てようとした）とこを小森が目撃し、勇気を持った小森がそれを咎めるが逆上して吾郎が阻止。慌てた沢村からは苦笑いしグローブを返されたが怒りは収まらず口元を殴打し、出血させ、小森への苛めに対して警告した。その後再び姿を現した沢村に「お前はその程度の怪我で済んだかもしれないが、小森がお前にいじめられた傷は一生消えないかもしれない！」と怒りをぶつけるが薫に阻止される。自分の過ちに気づいた沢村は小森へこれまでのことを謝罪。小森は恨んでおらず、むしろ野球へ誘ったことで双方が和解。これを受けて吾郎と薫も沢村を受け入れ友人関係になった。
リトルリーグ入団編
沢村が改心し、野球を始める決意を吾郎は薫と小森と沢村の4人で安藤率いる三船リトルに入団した。この時点で球速は110km/h前後を記録。野球の不人気の影響で人数ギリギリの士気がないチームに何とか9人揃える。その後、サッカーのクラブチームとグラウンドの使用権を賭けて商店街草野球の大人のチームと戦う。自信満々で望み初回の攻撃では手加減した投球を2ラホームランで自らを援護するもその裏の投球でことごとく痛打され、さらに味方守備のアドバイスを無視したことや直後の打球処理での拙守。しかし、吾郎の応援に来た桃子から前原らは試合放棄をしようとしたことを優しく注意されると同時に吾郎は自分本位な考えを厳しく注意され、頭再度グラウンドに戻る。この一連のプレーに吾郎は妬みともとれる表情をするが監督の安藤からチームワークの大切さを促されたことで桃子の言葉の意味を理解し、チームメイトに改めて謝罪した。一方で前原らも「俺たちも真剣さが足りなかった」と今までの拙守を謝罪される。
結果的に試合には惜敗したがチーム存続を後押しし、沢村はその姿勢に押され自治会に掛け合うことを約束。最終的にこれまで通り存続が決定した。
その試合を見て吾郎に才能を感じた安藤から名門の横浜リトルへの入団を勧められる。乗り気でないものの横浜リトルへ見学に行き、そこで幼稚園（アニメでは保育園）の時に野球友達だった佐藤寿也と再会、さらにかつて父・茂治が在籍したチームであることも知り揺れ動く。当初は移籍に前向きな考えを示すが、チームメイトを見捨ててまで移籍することを桃子に猛反対され、迷いを抱く。その後桃子が急病で倒れたことや英毅の説得もあり、三船リトルで横浜リトルを倒すことを決意する。
茂治を失ったことへのトラウマから死球への恐怖を拭えずにいたが、横浜リトルとの練習試合で茂治の元チームメイトだった相手監督の樫本から叱咤激励を受けたことで父が自分に野球を通して伝えようとした事を思い出し、これを克服した。
そしてトーナメントを勝ち進み、肩を痛めながらも横浜リトルを破る。
その後、継母である桃子と英毅の結婚、さらに英毅の福岡イーグルス（アニメでは福岡ファルコンズ、劇場版では実在する福岡ソフトバンクホークス）移籍に伴い福岡へ転校。この際、名字が本田から茂野になった。
博多リトル（外伝・劇場版では博多南リトル、アニメ版では福岡リトル）での試合中のアクシデントで（劇場版では、九州大会優勝に貢献するため決勝で完投し優勝した直後に）肩を壊してしまう。途方に暮れ落ち込んでいたが、英毅の勧めで右投げから左投げに転向する。
三船東中学校編
中学3年のときに英毅が横浜に移籍したことに伴い、4年ぶりに横浜市へ帰る。三船東中学に転入し、小森・沢村・薫と再会。初めはサッカー部に所属していた が、かつてのチームメイトである小森のいる野球部の荒んだ現状を見て入部することを決意する。
しかし本来右利きの吾郎は左投げではまったくキレがない棒球であると、幼なじみである寿也に指摘される。英毅の指導もあって短期のうちに克服。この頃、吾郎の左腕はいつの間にかジャイロリリースを習得していた。
地区大会1回戦の宝仙戦ではストレートのキレの習得練習のため遅刻 をして、試合途中から登板。速さはないがキレ意識の投球で相手の流れを止め、チームワークの意味をナインが考え直すきっかけを作った。2回戦の青武館戦では速さも伴い、海堂のスカウト候補のいる打線を圧倒し、四球一つのみのノーヒットノーランを達成する。この試合で青武館の天野らを見に来た海堂スカウトの大貫に注目される。しかし、「60億積まれても海堂には行かない」と拒否した。
3回戦で寿也のいる友ノ浦と対決する。海堂高校の特待生になることに執念を燃やす寿也の心理作戦にはまり苦戦し、守備中も寿也のことばかり見ていたため小森に渇を入れられ冷静さを取り戻す。最終的に同点に追いつくとマウンドに上がった寿也と対決するが、その球は以前の吾郎と同じくキレのない棒球であったため、サヨナラ本塁打を放ち勝利。:地区大会の決勝で三船西に完勝し、県大会出場を決める。その後大貫は吾郎の自宅に来て両親に説得するもその際吾郎は帰宅すると「お高くなってるあんたらを叩きのめしてやる」と激怒し無理やり追い返した。
奇しくもその県大会の1回戦で海堂学園中等部（アニメ版では海堂学園付属中）と対戦することになりますます闘志を燃やすがエースの眉村健 に投打で圧倒され19-0の4回コールド負けで敗北する。試合後吾郎は激しく落胆しそこに試合観戦に来た寿也も現れて慰めるが直後に大貫は眉村とロッカールームに現れ「この試合でお前ら素人の野球ごっこと海堂の野球が違うことがわかっただろ」「うちの中学の野球部は特別養成機関だ。ろくな指導者もいないお前ら(公立中学校)が太刀打ちできるわけないだろ」とこれまで馬鹿にされたことへの仕返しとばかりに馬鹿にされてしまい、寿也共々「海堂に来たくもない奴らに何度も頭を下げるほどこっちも人材不足じゃない。君らに空けておいた特待生枠は今日付けでキャンセルさせてもらう」と海堂高校野球部への入部を断られる。しかし「どうしても入りたければセレクションを受けに来い」と言われた。吾郎は帰宅後に父・英毅に「親父の言ってたキレは通用しなかった」と打ち明けるも「野球を舐めているのか？この間サウスポーに転向したばかりでうぬぼれも度が過ぎるぞ」と天狗になっていることを厳しく指摘された。これにより自分自身が海堂野球部で這い上がらねばと思うようになり、寿也たちと海堂学園高校野球部のセレクション を受けて合格し、学科試験と面接も突破して海堂学園へ入学する。
海堂学園高校編
海堂入学後、三軍「夢島組」に入所。脱落者が多く出る中、吾郎は何一つへこたれることなく練習をこなしていった。これに目を付けたコーチの乾に「1～2か月先のメニューをやらせてやる」と嫌がらせ紛いのことを受けながらも基礎体力トレーニングを軽々とこなす。その後、乾を相手打者とした投手適性試験で、ただ一人乾を三振に打ち取るも、三軍監督の周防に「海堂のマニュアルに反する」と自身の投球スタイルを否定され不合格にされてしまう。吾郎のピッチングに感銘を受けた乾に、自身がメジャーリーグでも活躍できるほどの「怪物」になれる逸材であることを聞かされると同時に海堂を辞めて他校でプレーするように勧められるも思いとどまり、しばらく外野手としてプレーすることを決め、「打って走って守れ、三振の取れる選手になる」ことを宣言する。またその後の、二軍昇格を賭けた修了検定は3番ライトで出場。最初はマニュアル通りの守備、打撃をしていないことから周防に評価されていなかったが、総監督への指令 により特別に再度投手としての試験を受け、打者9人全員を三振に打ち取る完璧な投球を見せ合格し、二軍昇格を決める。特待生との歓迎試合では一方的に点差を広げられる展開にしびれを切らし、寿也や寺門からの要請もあって二軍監督の早乙女静香に許可されて途中登板する。海堂の掲げるマニュアル野球に反発し「1点でも取られたら海堂を辞めてやる」と宣言、その言葉通りジャイロボールによる圧倒的な投球 を披露する。走者としては5回、二死ながら二盗、三盗を決め、草野にセーフティスクイズを指示して成功し、確率や予測だけのマニュアル野球の限界を示した。結果、この試合は寿也の眉村からのサヨナラ本塁打で夢島組が勝利する。しかし、静香からは「失点したら退学する」という公約を掲げた以上、失点しなかったことから退学できないとしつつも「やはり、あなたのスタイルは受け入れられない」と否定され、自主退学するか、それを拒否した場合は吾郎のスタイルを父である総監督に自分がそのまま伝えることによって退部および退学を宣告させることで一時は退部の危機に陥る。吾郎はこれを阻止するため、たった1人で海堂の本校に乗り込み総監督に合わせるよう直談判するが、代わりにチーフマネージャー・江頭が現れる。江頭を「マネージャーじゃ話にならない」と女子高生が行うような雑用係と馬鹿にする発言したことで殴られるが、静香からの電話で吾郎と気付いた。その後、投手としての適性テストを実施され、一軍の4番である千石に一打席勝負を挑んで完敗するも吾郎の素質を見抜かれ江頭から退部及び退学処分を取り消された。
こうして海堂残留となった吾郎は「打倒海堂の一軍」を目標にトレーニングを続けるが、トレーナーの指導には耳を傾けず困らせていた。江頭の方針には納得していない早乙女兄弟だったが、千石と一軍を倒すために必死になる吾郎には理解を示した二軍トレーナー・早乙女泰造は敢えて吾郎に何も告げず、地下の個室に3日間閉じ込めた。この間に吾郎は脱走を試みるも返り討ちにされ「嫌なら出ていけ」と告げられると渋々部屋に置いてあった折り紙を折り続けた。3日後にようやく退室を許され、そのまま本気で投球するよう命じられ「鈍った状態でできない」と拒否するも投げるよう言われ、そのまま投げると体全体が軽くなったことに驚く。泰造からは部屋にあった折り紙そのものは練習とは関係なく何も物が置いてない状態では暇になることから暇つぶしとしてやらせていたことを告げられた。そして「休むことも練習の1つ。休養日も設けずにトレーニングを続けたら怪我をする」と指摘されるとそれ以降は泰造の指導の下でウエイトトレーニングなど科学的なトレーニングを行い、これにより球速150km/hを超えるジャイロボールを投げるようになる。最高は156km/hである。マニュアル野球への反発と最強海堂を倒したいとの強い思いから、壮行試合で一軍を倒したら「海堂を辞める」と宣言。そして2年の夏の一軍対二軍の壮行試合で一軍に完投勝利し自主退学する。
海堂学園高校退学後
親友の小森がいる市立三船高校など公立高校なども視野に入れるなど編入先の高校を探す。しかし、「金さえ払えば私立入れる」などと楽観視する発言をしたことで母・桃子からは多額の入学金を払ってまで入学した海堂を中退したにもかかわらずそれを軽視する発言に激怒され、各高校が実施する編入試験までの間のアルバイトを命じられる。その間に私立江田原高校の野球部の練習を見学した際、守備が不安定であることを知ったが同校への入学を考える。その矢先、海堂のスターに育てることを考えた江頭の報復で江田原高校への編入を断られてしまう。入学を断られたことを桃子から知らされ、海堂二軍監督の静香を呼び出し事情を聞くと編入試験に際して転校前の海堂から内申書を提出する必要があるが、江頭は電話で江田原高校に対して「貴校が茂野吾郎を入学させるなら引き抜きとみなして提訴する」と圧力をかけたことを知らされる。これに怒った吾郎は江頭への殴りこみを考えるが静香に引き留められる。その際静香から江頭の圧力が及ばずに吾郎が野球を続ける唯一の手段として野球部のない高校へ編入し、吾郎自身の手で野球部を創設することを勧められる。父・英毅からは引き抜き疑惑をかけられない野球部のある高校への進学も勧められるも野球部のない高校への編入を決意し、薫のいる聖秀学院高校へ入学した。
聖秀学院高校編
なお面接の段階で多くの男子生徒は定時制に所属しており、全日制の男子生徒は少ないことを知らされた。そこで数少ない男子生徒を集めて自らの手で野球部を創設。しかし1人で勝つことに執着してしまい、他の生徒は野球に縁がなく消極的で、実際に横浜帝仁高校と練習試合するも捕手が薫だったことで田代は吾郎の球を「誰がその剛速球を取るのか」と文句を言われ、途中から藤井が付くが素人だったが故に手を負傷してしまい、捕手経験のあった田代がマスクを被り続行。辛うじて勝利をもぎ取った。
しかし、練習免除で試合に参加させてまで野球をやることに拘ることに疑問を抱いた顧問の山田からその姿勢を問題視され、チームワーク強化のために前述の2年秋に2年5名・1年3名の計8名で課題として屋上にグラウンドを作ることを課した後は吾郎を含む部員に内緒で父・英毅にコーチを依頼する。英毅はプロアマ規定があることや親子共々やりづらいと保留したが山田は「現時点では高野連に加入しておらず、部ではなく同好会であるから問題ない。そして親子だからこそ引き受けてほしい。このままじゃ彼は海堂はおろか、海堂と戦う前に敗退する。協力してほしい」と頼まれ承諾。コーチを買って出た父・英毅は厳しい練習を課したがについていけずほとんどの男子が屋上から去ってしまう。英毅は吾郎に「集団スポーツの野球で1人で勝とうなんて間違っている。その甘い夢を捨てさせるためにコーチを引き受けた」と遠回しに吾郎の過信を指摘したうえで「自分以外に何も守るものを持たない孤独な人間に、本当の栄光は掴めない」と助言を送る。
入部を取り消そうとした部員たち（藤井と田代は除く）への配慮を欠いていたことを痛感した吾郎は各々の家庭の都合や心情に気を配りつつ、自らが野球を一から教えることで心を開かせ、男子全員の正式入部を取り付ける。3度目の練習で「全員合格だ。俺がコーチを引き受けてもいいレベル」と言われるまでに向上させ、本格的に練習を始める。
3年生の春、薫の弟・清水大河が加入しメンバーが揃うも再び江頭の妨害に遭い、海堂二軍との練習試合で右足首に靭帯断裂と骨折を負う。退院後に英毅からは「将来を見据えた行動を取れ」と苦言を呈されるも、「今の自分には海堂と戦う事の方がプロ入りや将来の事よりも大切な事」と出場が絶望的な状態でも諦めず、夏の大会では毎試合痛み止めを打ち全登板する。
県大会初戦の陽花学園戦は怪我を押して途中出場し、逆転勝利に導く。2回戦では小森率いるシードの三船高校を破り、3回戦の横浜商蔭戦（アニメ版では川上実業）ではノーヒットノーランを達成し注目を浴びる。その後4回戦で香取、唐沢のいる久里山高校を破り、 準々決勝で寿也率いる海堂高校との対戦が実現する。序盤はマニュアル野球に対して咄嗟のバウンド投球でのスクイズ阻止や、吾郎自身認識していた弱点の抜け球狙いに対してのフォークボールでその場をしのいできた。しかし、吾郎を開き直らせて来た直球を打ち込もうとする寿也からの「言いなりなんだね、僕が茂野(かれ)のキャッチャーならそんなマネは決してさせない」との挑発を受けた田代からの真っ向勝負の提案や、チームメイトからの鼓舞を受け、小細工を捨てて直球で勝負することを決意する(この回以降、棒球は終盤まで出なくなる。なお佐藤はこの回三振に終わり、挑発が完全に裏目にでる形となった。)。終盤、吾郎の完治していなかった足を苦しめる江頭のバント作戦に苦戦するも、田代の身体を張った好守や偶然が重なり、接戦となる。同点の9回表に大河がナックルボールの変化量が落ちて来た阿久津から適時打を放って一度は勝ち越したが、9回裏二死満塁で寿也に同点適時打を打たれて追いつかれる。その後は足を痛めながらも、走者を出しながら無失点に抑えていたが、延長12回裏に無死満塁のピンチを招き、眉村は渾身の投球で三振に打ち取ったが、直後の草野への1球目で力尽き、ボークでサヨナラ負けとなる。
その後、父を死に追いやったギブソンが今もメジャーで活躍し、吾郎との対戦を心待ちにしていることを知り、メジャーリーグを目指すために東京シャイアンズと横浜マリンスターズ（アニメでは横浜ブルーオーシャンズのみ）からのドラフト指名の打診を断ったが、英毅が横浜に入団していたら、吾郎の為自身が着けて永久欠番になっている17番を譲る決断をしていた事を横浜のスカウト・桂木から聞かされ、一時は渡米を断念しようとするが英毅から「家族に気を使うな」「最高の舞台で、最高の男たちと戦ってこい」の言葉で決断し単身渡米する。
マイナーリーグ編
アメリカ到着早々置き引きにあい、路頭に迷っていたところを八木沼隼人に助けられる。八木沼と共にアナハイム・サーモンズのトライアウトを受け合格。実力と精神の強さを認められ特例でメジャーキャンプに合流する。しかし、その最初の練習で投球場所を巡ってチームのエース・サンチェスと衝突。他のチームメートが止めに入るほどの派手な喧嘩をしてしまい、激怒したサンチェスからコントロール勝負を挑まれる。その勝負に敗北し、サンチェスからは「これからは立場(マイナー契約選手として招待参加してるなら練習場所をメジャー契約の選手に譲るなどの配慮をするよう)をわきまえて行動しろ」と注意された。さらにエキシビション（オープン戦）で打ち込まれ、3Aクーガーズに降格。さらに、オクラホマ・ファルコンズとの試合中に吾郎に対して暴言を吐いたジョー・ギブソンJr. と乱闘を起こして（アニメでは乱闘描写はカットされている）解雇される。チームを離れる際、空港までフォックスとサンチェスによって空港まで車で送られたが、その際にサンチェスからいざこざ後に変化球の練習をしたが「それではメジャーリーガーにはなれない」と甘さを指摘されると同時に、「小手先の変化球に頼らずにもっと直球にこだわり、直球の制球力をつけることを提言された。
その後、3Aメンフィス・バッツに入団するが、チーム内は3Aはメジャーへ行くための調整地と考える者と現状に満足する者の集まりで、勝利への執着心を失っていた。クローザーとして加入した吾郎はチームメイト内で唯一現状に危機感を持っていたベテラン捕手のサンダースと共にチーム全体の意識改革を進め、成績の向上に貢献する。9月のロースター枠拡大でメジャー昇格を言い渡されるが、プレーオフにギブソンJr.のいるファルコンズが出場することを知って風呂で転けたため故障したと偽り3Aに残留。磨き上げた制球力はストライクゾーンからボール一個分の出し入れができるようになる。プレーオフ決勝の第1戦で、ギブソンJr. に投じた直球が102mph(164km/h)を記録。最終戦で3A優勝を決めたが、前述した独断行動がきっかけでメジャー昇格は見送りとなった。
W杯編
日本に帰国後、薫と聖秀時代に交わした約束のサインボールを渡し、大河からの後押しや薫自身の気持ちを聞いて自身も知らない間に薫を恋愛対象として見ていた事に気づき、薫との初デートで告白し恋愛関係になる。その後、W杯の開催を知り、日本代表入りを目指して打撃投手を志願し、父親のコネで日本代表のキャンプに参加。海堂からプロ入りした寿也、眉村も日本代表に選ばれ事実上のチームメイトとなる。その際メジャーリーガーの鈴木コジロー（アニメ版では佐伯京四郎）に「打撃練習をしたいなら自分を真っ先に打撃投手に指名してください。他の打撃投手よりよっぽど実戦向きの球を投げます」と志願するも、専属の打撃投手がいることで断られた。その後チームで練習が始まるも、呑気にベンチに座っていたため、調子に乗りやすい吾郎を教育するために同じく打撃投手として代表に参加した根本から注意された。また、コジロー(京四郎)や松尾（アニメ版では板尾）と対戦したいがために代表入りに拘ったことで、根本からは快く思われていなかった。だが、注意している最中にコジローから打撃練習がしたいと電話を受けた根本から「コジローが振りたいそうだから見に来るか。君が投げるのは無理だが」と見学に誘われ練習を見ると、根本の球を「コジロー専属だからもっと凄い人だと思ったら所詮バッティングピッチャーの球」と馬鹿にしたことで、コジローから自分に投げるように命じられる。室内練習場での打撃練習で、吾郎は3打席勝負で1安打でも打てたらコジローの勝ちで、自分が勝ったら代表の大木監督に推薦状を書くことを条件に勝負する。1打席目はあわや吾郎を直撃するライナーだが、コジローの配慮でピッチャーライナーとするも、2打席目はレフト前へのヒットと見られる当たりで、コジローが打撃センスを見せつけると、コジローから「根本さんは色々な投手のテンポと球を自由自在に操るテクニックを持っており、100マイル(160キロ)は投げれないが生きた投球をしてくれる」とした上で、吾郎の球は単調な投球で死んだ球であること を指摘され、変化球の習得を決意。野呂(アニメ版では勝呂)の指導もあり、ジャイロフォークを習得する。
バッティングピッチャーの時期には根本からの助言でバッティングピッチャー故に相手打者の得意・不得意なコースを学べることに気づく。
そこで大木（アニメ版では佐々木）監督や、吾郎との勝負で使っていたマスコットバットを折られていたコジローからの推薦もあって認められ、練習試合相手のヤングジャパンに抜擢され、日本代表と戦う。コジロー(京四郎)と松尾(板尾) に格の違いを見せつけられたことから、自分の力不足を痛感してアメリカに戻り、ホーネッツのキャンプに参加する。
しかしW杯アジア予選後、野呂（勝呂）の故障に加え吾郎の3Aでのクローザーの実績、コジロー・松尾らの推薦もあって日本代表入り。クローザーを任され、期待通りの活躍を続ける。決勝前のオフでは、桃子と共に応援のために渡米した真吾が「プロ野球選手の息子」としての重荷から野球への情熱を失いかけていることを桃子から聞かされ、丸一日兄弟水入らずで遊びに行き「俺は野球が楽しいからやっているだけで、自分が楽しいと思えることを精一杯頑張っていればそれでいい。上手いか下手かなんて関係ない」と勇気づけた。
アメリカとの決勝戦でギブソンJr. から逆転ツーランを浴びる。その後寿也が同点タイムリーを打ち、延長戦に突入、念願のギブソンとの対決が実現する。しかし16回裏にノーアウト満塁のピンチを招き、ギブソンJr. に102mph(164km/h)の球をサヨナラ満塁本塁打にされ、敗戦投手になる。その後、空港で薫にギブソンJr．へのリベンジを誓う。アニメ版では帰国後引退を考えるほどのスランプに陥るが、旧友たちと野球をして野球への情熱を取り戻し再び渡米した。
メジャーリーグ編
チームキャンプに戻った吾郎は、W杯での活躍を評価され、オープン戦を経て正式にメジャーリーグへと昇格する。メジャー初登板の試合では、序盤から100mph（161km/h）を連発し、メジャー史上初の初登板・初先発でノーヒットノーラン達成（現実世界ではメジャーリーグデビュー戦でのノーヒッター達成は既にあるが（ノーヒッター1例でノーヒットノーランはない）連載当時は記録が判明していなかった）の期待がかかったが、終盤で調子を崩し、背筋痛を訴え自らマウンドを降りる。その後の試合でも乱調が起こり、登板2試合目では相手バッターの頭部にボールをぶつけ、危険球退場。3試合目では1回持たずしてKOされ、マイナーに降格した。オリバーから吾郎はイップス（投球恐怖症）であると診断され、催眠療法を受ける。受診後は安定した投球ができるようになり、メジャーに再昇格したが、本来の威圧感は失せ、球速も95mph（153km/h）前後で、剛速球はすっかり影を潜めた。その後のシーズン前半戦では相手が打撃の粗いチームや、よほど調子のいい時には勝てるものの打撃のいいチームには打ち込まれるという、勝ったり負けたりの投球が続き本来の力が出せずに苦しんでいたが、現役復帰したギブソンから、新たなるモチベーションを見つけ出し、その後の試合で100mph（161km/h）を連発。102mph（164km/h）も記録した。
シーズン終盤のミネソタ・コヨーテス戦で完封勝利を目前に鈍痛が手を襲う。辛くも完封したものの、その直後病院の診察を受け、そこで血行障害（胸郭出口症候群）と診断される。また、不振のワッツに代わって再びクローザーに指名される。最終戦までの成績は14勝10敗1セーブ、防御率3.46。
地区優勝決定戦のコヨーテス戦で終盤登板し、メジャー記録の10連続奪三振に届きそうだったが、9連続奪三振の後、痛みが走ったため記録が途絶えた。その後、限界を超えた腕で101mphで空振り三振にとり、マウンドを降りた。その後ホーネッツはマードックのサヨナラホームランで地区優勝。手術も成功した。
帰国後薫にプロポーズし、その数年後に結婚。メジャー2年目からは先発として最多勝2回・サイヤング賞2回などを獲得する活躍をしていたが、メジャー5年目に血行障害を再発しクローザーに再転向、7年目と8年目に最多セーブ王のタイトルを獲得し、ホーネッツ不動の守護神となる。
27歳になる年、渡米9年目メジャー8年目で、身重の妻・薫ら家族が見守る中、ギブソン父子率いるレイダースとのワールドシリーズに臨む。しかしギブソンJr.の打球を頭に受けて失神し、病院に運ばれる。多くが父・茂治の悲劇を想像するも、夢の中での父との邂逅を経て、無事に意識を取り戻す。翌日の最終戦はベンチで見守っていたが、試合が佳境に入った頃、志願して投球練習に参加。レイダースの監督であるギブソンにプレッシャーをかけるために投球練習をしただけで登板するつもりは無かったが、チームがサヨナラ負けのピンチを迎えたところで自ら志願してマウンドに上がる。後遺症の眩暈の影響に負けず、全力投球で相手をねじ伏せ、最後は胴上げ投手となり、念願のワールドシリーズを制覇。この夜に長女・いずみが誕生し父親となった。
日本プロ野球編
ワールドシリーズ制覇後もメジャーで活躍していた吾郎だったが、左肩を故障し、治療の甲斐なくホーネッツから解雇通告を受ける。しかし現役引退を受け入れないまま、かつての父・茂治のように野手として再起することを決意。家族を連れて帰国後、子供たちに真相を一切教えないままトレーニングを続け、34歳になる年、トライアウトに合格し横浜マリンスターズ（アニメでは横浜ブルーオーシャンズ）に入団。キャンプを経てオープン戦で日本プロ野球デビューを果たした。最初は観客からも父親のコネによる入団を疑われるほどの衰えを見せたが、公式戦で本拠地・横浜スタジアム（アニメではオーシャンスタジアム）の東京シャイアンズ（アニメでは東京ウォリアーズ）戦で、家族が見守る中、大物メジャーリーガー・コルボーンから3打席目で本塁打を放つ。その後、七夕の短冊に「夢はメジャーで4番」と願う。

### MAJOR 2nd
小学生編
物語開始時から台湾の球界で現役を続けており、日本の自宅は留守にしている。長男・大吾の現状は薫を通じて把握しており、大吾が光の影響で捕手をすることになった際には寿也にコーチを依頼している。
大吾のリトル引退直後、シーズンオフのため帰国し、2ndの本編では初登場する。試合中の事故で光に重傷を負わせてしまったことを病み塞ぎ込んでいた大吾を、リハビリに励んでいる光本人と引き合わせることで立ち直らせた。その後、中南米のウィンターリーグに出場を独断で決め再び日本を離れる。出発の直前には大吾と一球だけのキャッチボールを交わした。
アニメ版では、台湾に旅立つ時にグラブを大吾に渡す場面や海外から寿也に電話する場面が描かれるなど序盤から登場し、第1シリーズ最終話では光の負傷で落ち込む大吾を元気づけようと試行錯誤したり田代らにドルフィンズでの大吾の様子を聞くなど原作より出番が増えている。
中学生編
加齢による衰えのため一時は引退を考慮したが、風林中野球部のキャプテンに就任した大吾からコーチの依頼を受けたことをきっかけに自分を見つめ直し、四国の独立リーグに選手兼コーチとして所属している。本人が語ったところによると、台湾球界時代の後に中米球界でもプレーしたとのこと。打撃練習で柵越えが1本も出ないほど打撃が衰えた描写があり、調子が上がらないと見るや否や年下の選手に打撃練習の場所を譲るなど、徐々に本人も現役生活に潮時を感じるようになった。
辻堂戦後、光の豹変が原因で過換気症候群を発症した大吾のもとに駆け付け彼の胸中を聞き出し助言すると同時に、その重荷を取り除くため現役を退いて自分が風林の監督にと名乗りを上げるが、風林の校長になっていた江頭の妨害に遭う。監督になれない自分の代わりとして眉村に打診し断られるが、光のことで責任を感じていた寿也の申し出を受け彼に監督を任せる。寿也の就任初日にはパンダの覆面を被った謎の助っ人「パンダエース君」として選手たちの実力を測る手伝いをしたが、負けず嫌いな性分が災いして本気を出してしまい、睦子をはじめとした選手たちの一時的な士気低下を招いてしまうが、次の打席以降は持ち直して本来の役割に徹した。大吾との親子対決では本気を出しており、内角を厳しく突いて打ち取っている。その後、3年生になった大吾が地区優勝を果たしたお祝いに、家でサプライズをした。